# Amycle saxatilis
Amycle saxatilis är en insektsart som beskrevs av Van Duzee 1914. Amycle saxatilis ingår i släktet Amycle och familjen lyktstritar. Inga underarter finns listade i Catalogue of Life.